# Cartuccia a percussione centrale

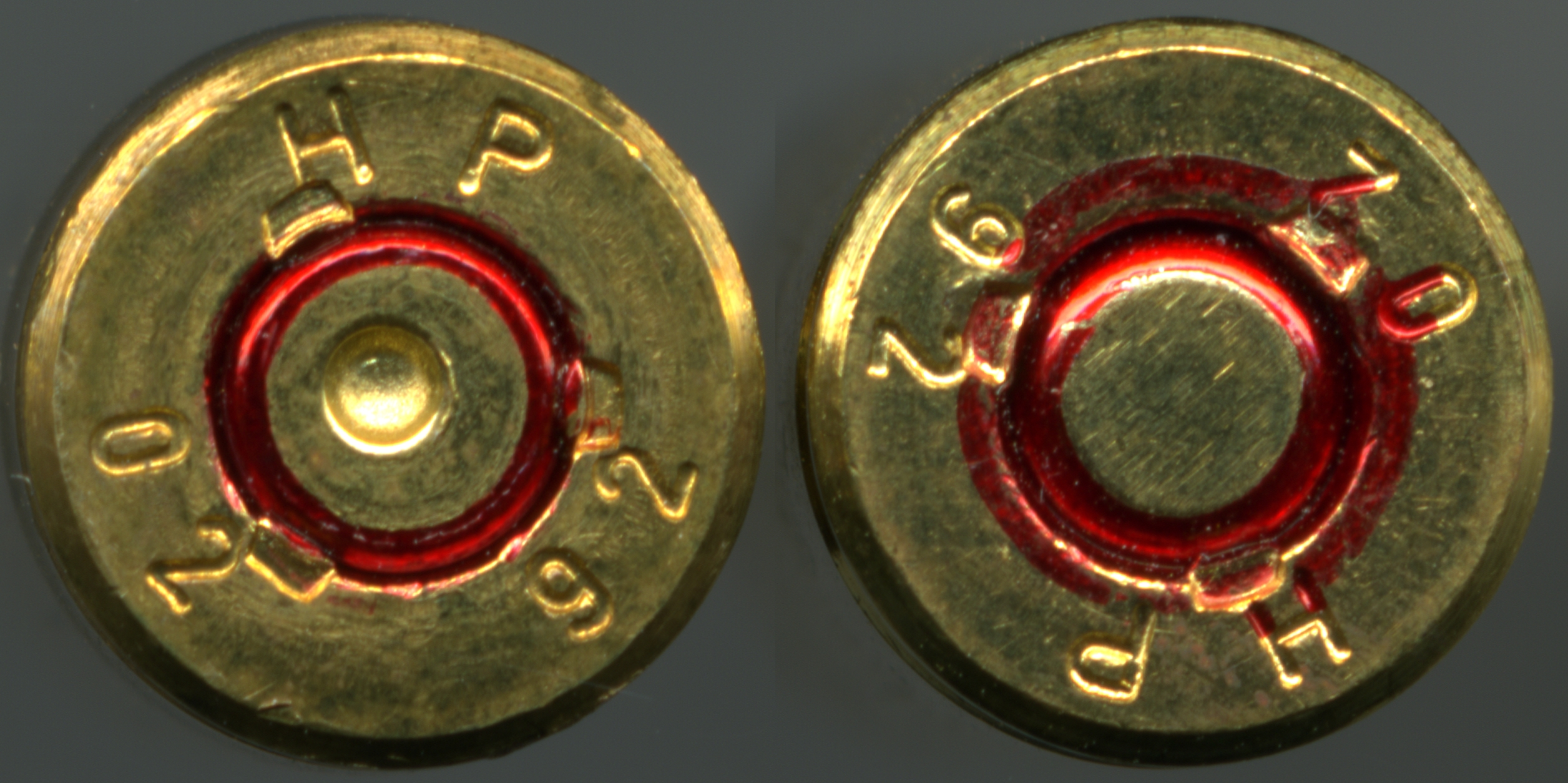
Fondelli con capsula centrale

Una cartuccia a percussione centrale è un cartuccia in cui l'innesco avviene tramite la percussione di una capsula a percussione situata nel centro del fondello del bossolo. 
La percussione centrale, in inglese "centerfire", è spesso indicata con la sigla PC. Ha soppiantato quella a percussione anulare in tutti i calibri, ad eccezione dei più piccoli quali il .22 (.22 Long, .22 Short e .22 Long Rifle) ed il .17 e di alcune cartucce d'epoca.

## Storia
Verso la fine della guerra civile americana nel 1864-1865, il colonnello Benét, direttore dell'Arsenale Frankford a Philadelphia, sviluppò una delle prime cartucce a percussione centrale. Esso era formato da un bossolo di rame simile a quello a percussione anulare, ma a differenza di quest'ultimo l'innesco non si trova lungo il collarino dell fondello, ma al centro di questo, mantenuto in posizione da una rondella interna. la composizione di adescamento non è nel tallone al centro, ma il fondo della custodia, in cui è mantenuto da un manicotto posizionato all'interno del caso. Questa presa è bloccato da urti pressati nella cassa.
Un'altra cartuccia sviluppata intorno allo stesso periodo negli Stati Uniti è quella tipo "Martin", brevettata nel 1869 e 1871. Essa ha il bossolo in rame ma, a differenza della "Benét", l'innesco non è trattenuto da una rondella interna ma è contenuto in una coppetta ricavata dalla piegatura del fondello.
Queste cartucce non soddisfacevano pienamente perché i bossoli in rame non resistevano al surriscaldamento di canna e soprattutto non erano ricaricabili. Furono quindi sostituiti dalle capsule a percussione esterne. La prima capsula di questo tipo fu brevettata nel 1866 da Hiram Berdan di New York. Lo stesso anno, in Inghilterra, Edward M. Boxer brevettava l'altra capsula, la tipo "Boxer" appunto. Entrambe le capsule sono ancora oggi usate.

## Vantaggi

Confronto tra percussione centrale ed anulare.

Le cartucce a percussione centrale sono più affidabili per scopi militari, perché i bossoli in metallo sono più spessi e quindi in grado di sopportare la movimentazione  più ruvida senza danni. Il fondello è in grado di resistere a pressioni superiori rispetto a quello sottile di una cartuccia a percussione anulare, consentendo quindi una maggiore velocità iniziale ed una maggiore energia. Nonostante richiedano un processo produttivo più complesso e costoso, l'economia di scala si realizza grazie alle capsule di percussione intercambiabili su cartucce di diverso calibro e soprattutto grazie alla possibilità (assente per quelle a percussione anulare) di ricaricare il bossolo sostituendo la capsula. Inoltre il collo di bossoli vuoti possono essere ristretti per ricreare vecchie munizioni fuori commercio.

## Tecnica

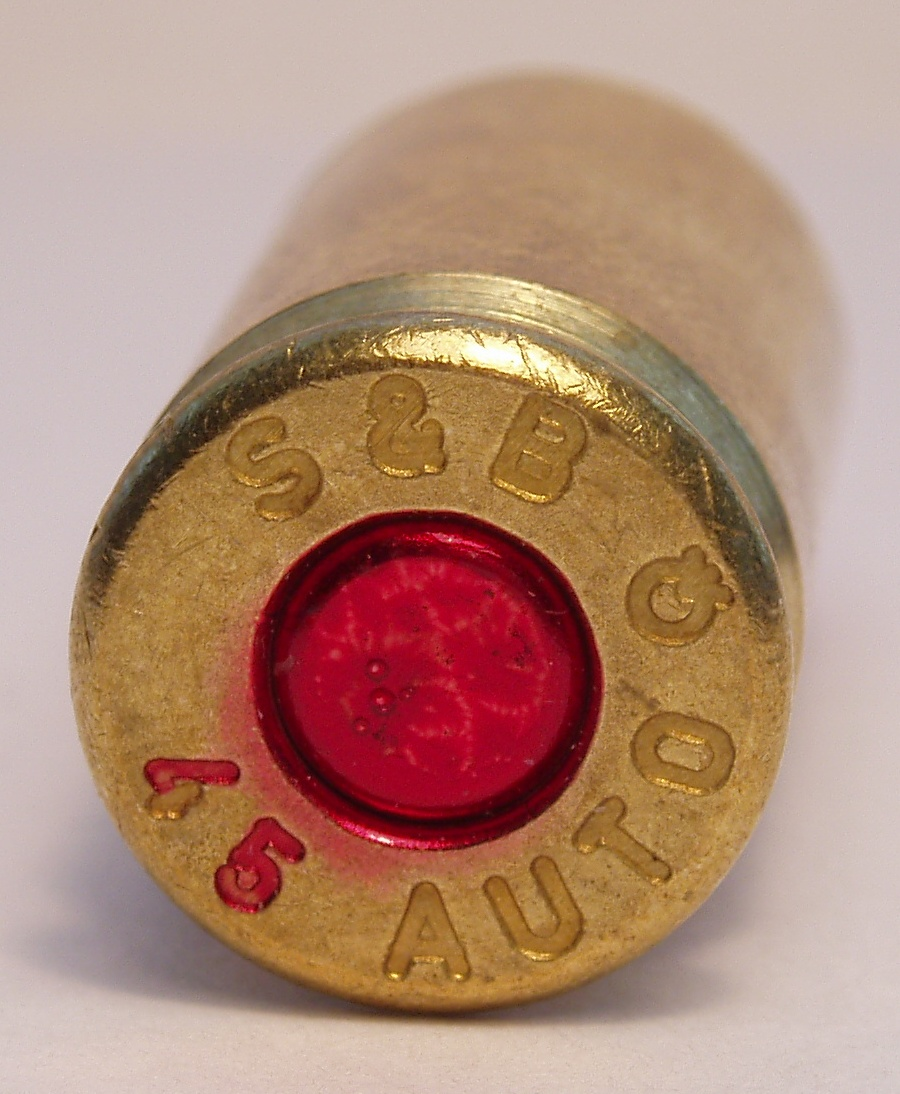
Capsula sigillata da vernice rossa, salva l'innesco e la polvere da umidità e/o olio.

Diversamente dalla cartuccia a percussione anulare, l'innesco non è costituito da tutto il fondello ma è una componente separata e sostituibile. La caratteristica distintiva delle munizioni PC è l'innesco o capsula a percussione, ovvero una coppetta di metallo, inserita al centro del fondello del bossolo, contenente un esplosivo primario (quale il fulminato di mercurio, lo stifnato di piombo o il azoturo di piombo), sensibile agli urti. Quando il percussore dell'arma schiaccia questo esplosivo tra la coppetta e un'incudine, si generano gas incandescenti ed una pioggia di scintille che innescano la carica di polvere contenuta nel bossolo.
I due inneschi "Berdan" e "Boxer" non sono intercambiabili sullo stesso bossolo, ma possono essere usati entrambi sulle stesse armi. Esteriormente impossibili da distinguere su una cartuccia carica, si possono riconoscere guardando all'interno di un bossolo spento: il tipo "Berdan" presenta due fori di vampa, mentre nel "Boxer" è visibile un solo foro, più ampio. Il tipo "Berdan" è meno costoso e quindi è il più comune sulle munizioni militari.

### Innesco di tipo "Berdan"

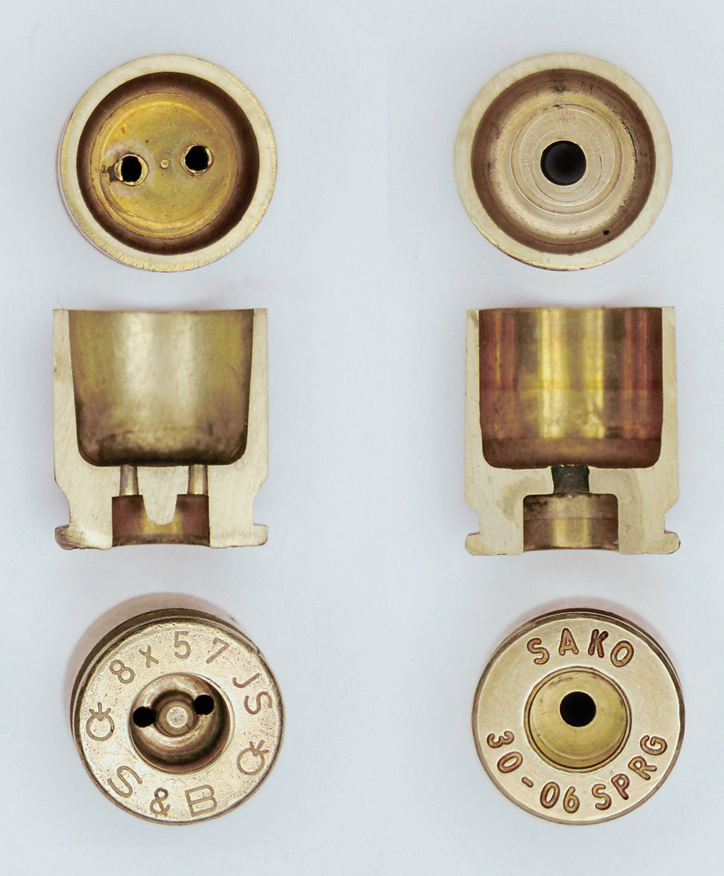
Berdan vs Boxer

I moderni inneschi "Berdan" ricordano le capsule del sistema a luminello; la capsula è inserita nell'apposito alloggiamento sul fondello, dove si inserisce leggermente al di sotto del filo del fondello stesso, in modo da essere protetto dagli urti. All'interno dell'alloggiamento, l'ottone del fondello forma una superficie, detta "incudine", che si appoggia contro il centro della capsula, e due piccoli fori (uno su ciascun lato dell'incudine) detti "fori di vampa", che permettono alla fiammata dell'innesco di raggiungere l'interno del bossolo. I bossoli tipo "Berdan" sono riutilizzabili, anche se il processo è piuttosto macchinoso. La capsula deve essere rimossa, di solito con un sistema idraulico o una pinza o una leva che estrae il primer dal lato esterno del fondello. Si posiziona una nuova capsula contro l'incudine, poi si ricaricano polvere e proiettile.

### Innesco di tipo "Boxer"
Gli inneschi "Boxer" sono simili ai "Berdan" con una fondamentale differenza, la posizione dell'incudine. Nel "Boxer" infatti l'incudine è un rilievo sagomato, separato dal bossolo, posto sopra la coppetta dell'innesco. Esso è incassato nell'alloggiamento, che presenta un solo grosso "foro di vampa" centrale. Questa disposizione non dà vantaggi balistici, ma permette una più facile rimozione della capsula per la ricarica dei bossoli spenti, inserendo una punta dall'interno del bossolo nel foro di vampa. La capsula nuova, con la sua incudine, viene poi posizionata a pressione tramite una pressa.

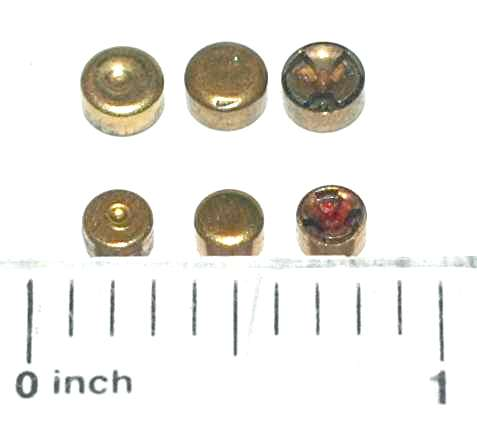
Sopra: inneschi large pistol. Sotto: small pistol.

Le misure degli inneschi sono standardizzati in base al diametro:
- 0.175" (4,45 mm): innesco small pistol o, per cartucce a più alta pressione in armi con maggiore carica del percussore, small rifle, in metallo più spesso.
- 0.209" (5,31 mm): cartucce per armi a canna liscia di diametro per shotgun shell s e moderno in linea muzzleloader s, usando un innesco di tipo Boxer-assemblati in fabbrica all'interno di una conica, tazza in ottone flangiato.
- 0.210" (5,33 mm): large pistol o large rifle.
- 0.315" (8,00 mm): per cartuccia 12,7 × 99 mm NATO.

### Innesco per cartucce per canna liscia
Tutte le cartucce per il fucili a canna liscia moderni sono a percussione centrale. Essi utilizzano uno specifico innesco, più grande, basato sul sistema "Boxer", in cui l'innesco contiene l'incudine contro cui l'esplosivo detonante primario viene compresso dal percussore e dalla deformazione della capsula. Questi inneschi sono usati anche come capsule per armi ad avancarica con sistema a luminello.

## Galleria d'immagini

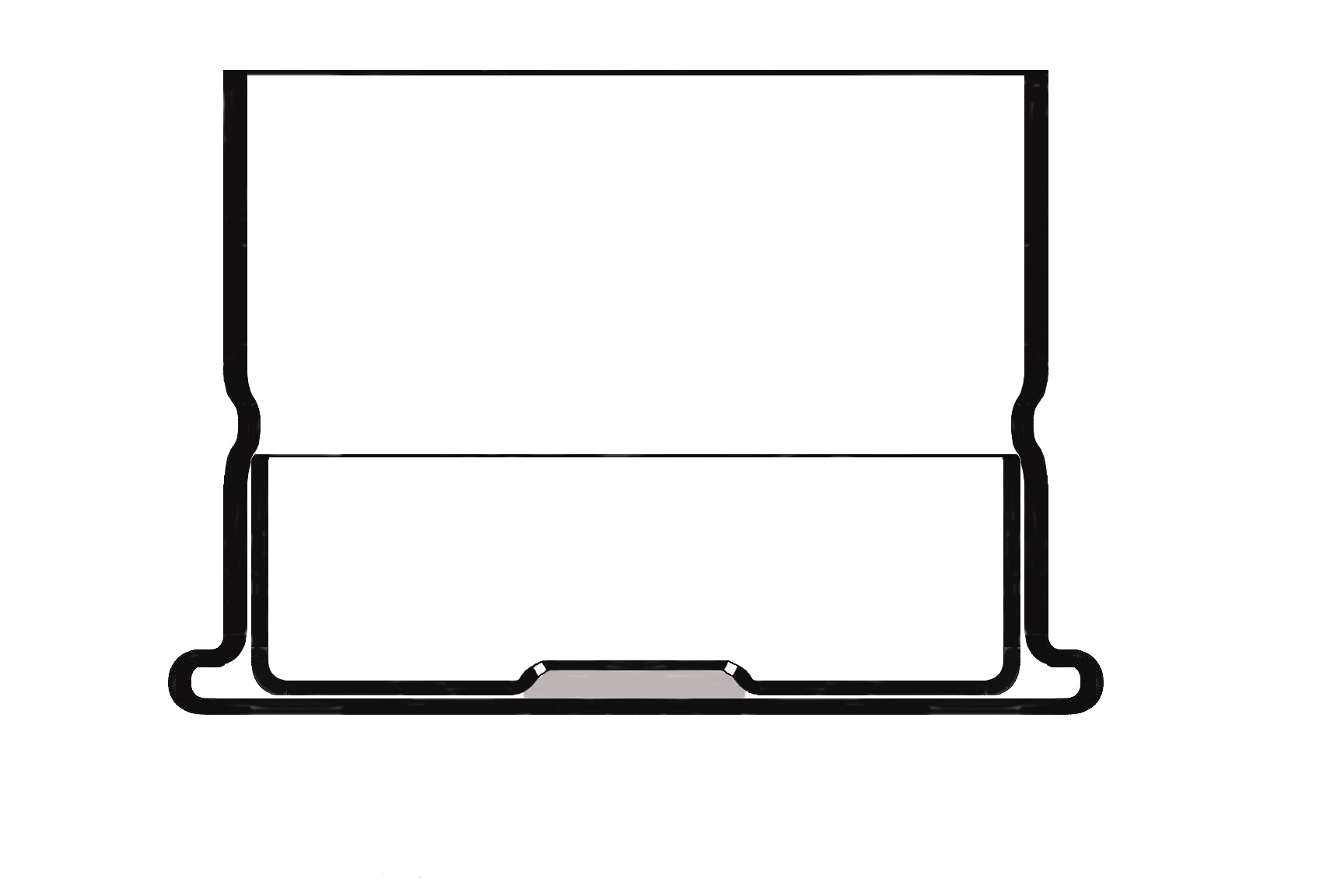
Bossolo con innesco "Benét".
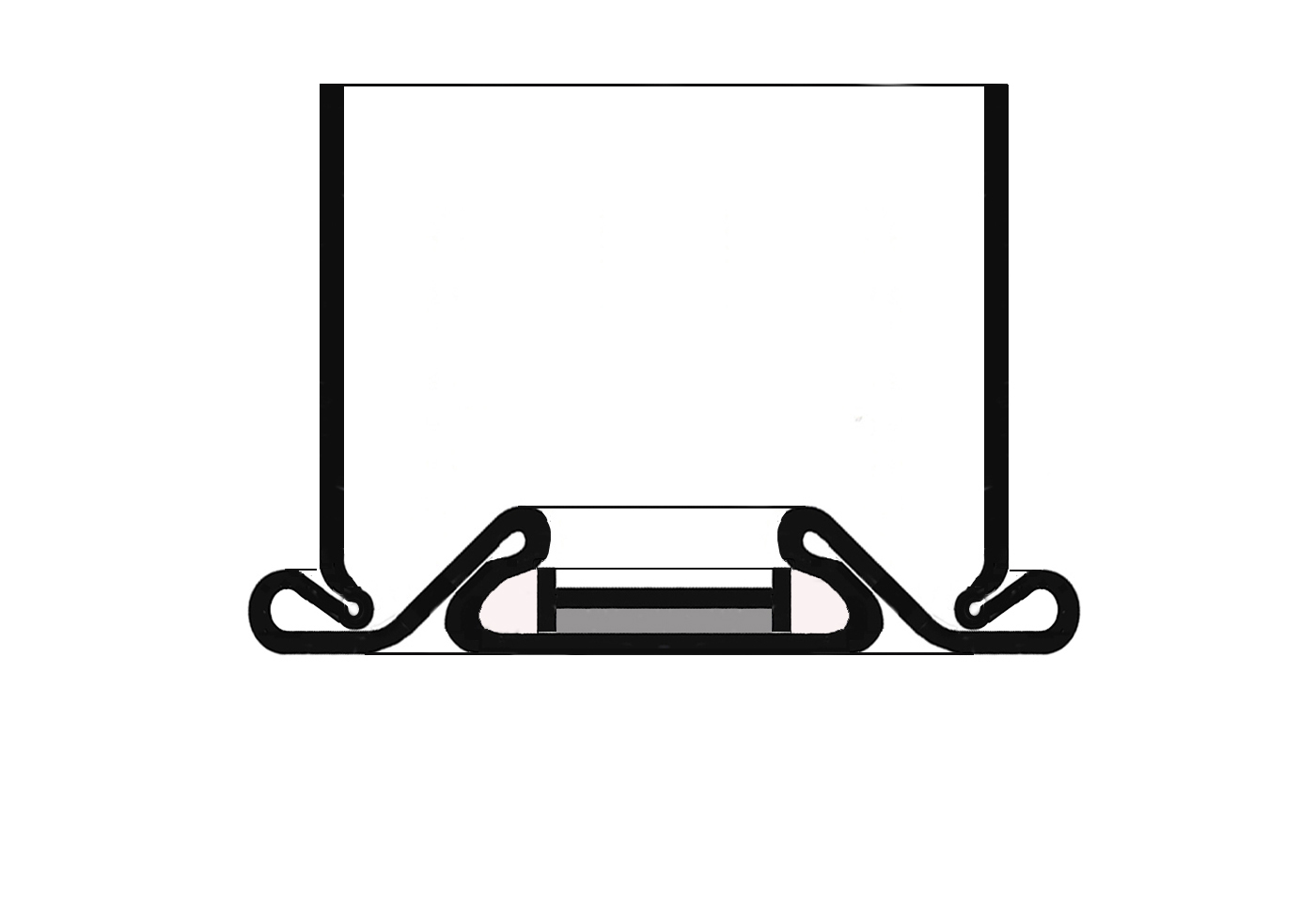
Bossolo con innesco "Martin".
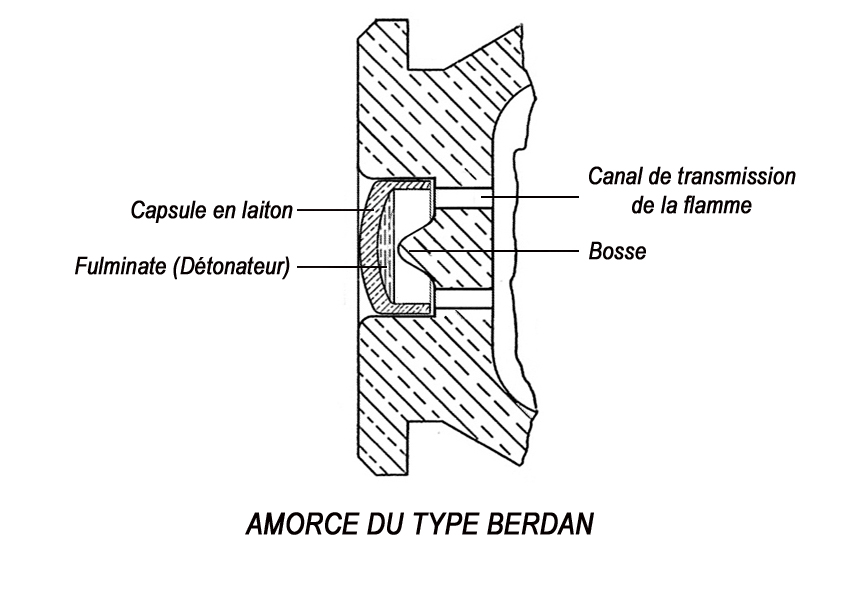
Capsula "Berdan".
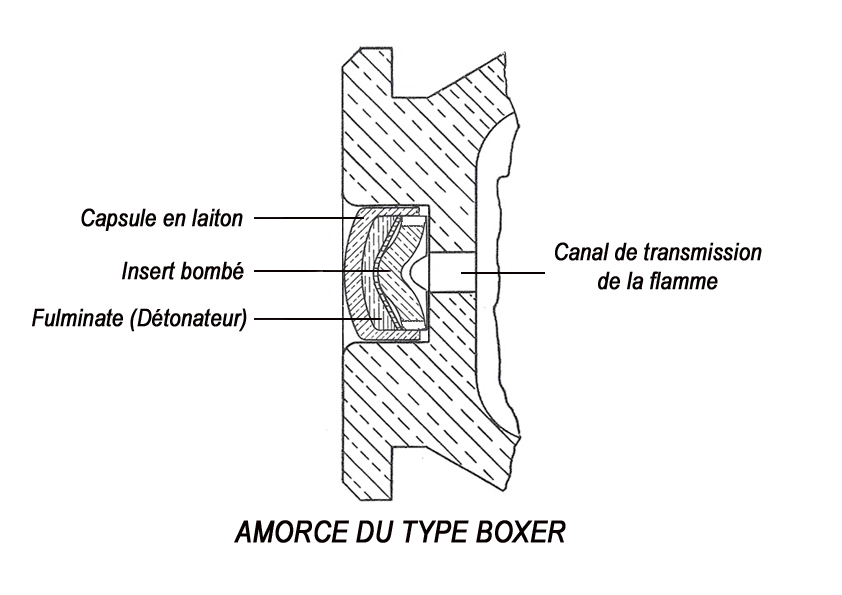
Capsula "Boxer".